# Siete de Chicago

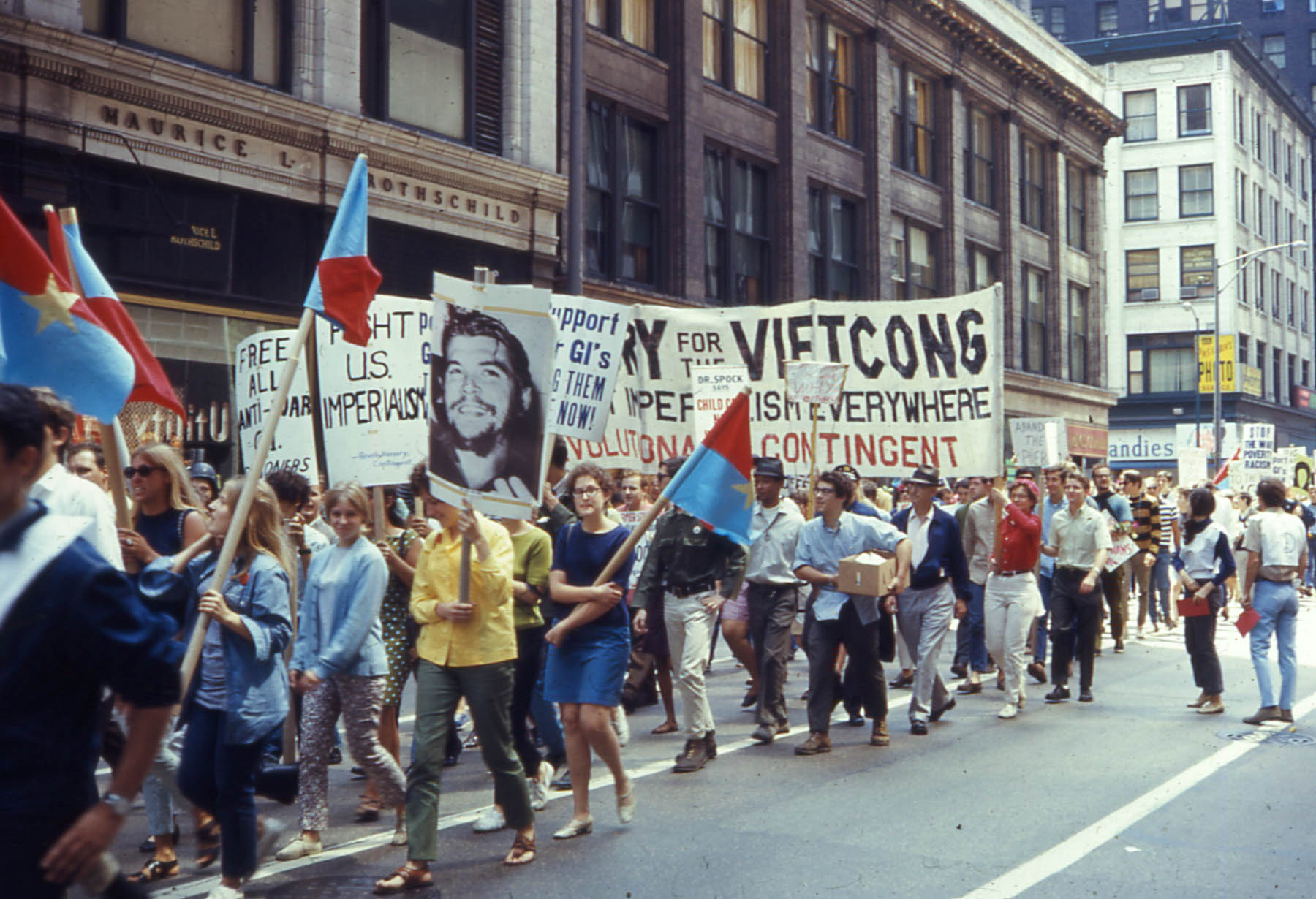
Marcha antiguerra en Chicago durante la Convención Nacional Demócrata de 1968.

Para el álbum con un nombre que se le asemeja, Chicago ver Chicago VII

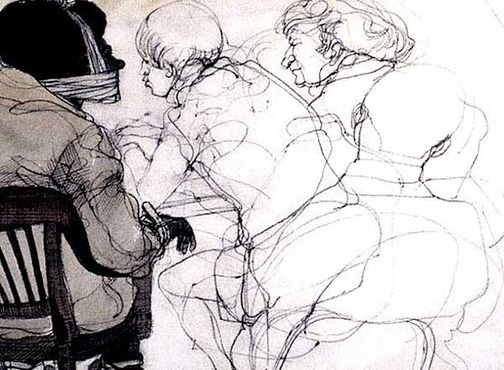
Bosquejo de Bobby Seale amordazado durante el juicio por conspiración después de la Convención Demócrata de 1968, Chicago.

Los Siete de Chicago (Chicago Seven) fueron siete (aunque en un principio ocho, y por entonces eran conocidos como Chicago Eight) acusados de cargos de conspiración, incitación a los disturbios, y otros cargos relacionados con las protestas y violenta represión que tuvieron lugar en Chicago, Illinois, en relación con la Convención Nacional Demócrata de 1968.
La convención, a finales de agosto de 1968, fue el escenario de colosales manifestaciones que protestaban en contra de la Guerra de Vietnam, que estaba en plena marcha. Miles de personas se mostraban con carteles y pancartas, camisetas, música, danza, y poesía. Un cerdo, llamado Pigasus el Inmortal, había sido traído a la ciudad para ser nominado para Presidente. En un principio había una atmósfera festiva. Algunas personas respondieron al toque de queda nocturno lanzando piedras. La policía usó gas lacrimógeno, y golpeó a la gente con porras. Hubo arrestados. Tras los hechos, el gobierno de Richard Nixon acusó a ocho manifestantes.
Los ocho manifestantes originales, acusados por el gran jurado el 20 de marzo de 1969 fueron: Abbie Hoffman, Jerry Rubin, David Dellinger, Tom Hayden, Rennie Davis, John Froines, Lee Weiner, y Bobby Seale. Los abogados de la defensa eran William Kunstler y Leonard Weinglass del Centro de Derechos Constitucionales. El juez era Julius J. Hoffman y el fiscal Tom Foran. El juicio comenzó el 24 de septiembre de 1969 y el 9 de octubre se llamó a la Guardia Nacional para controlar la situación debido a que las manifestaciones aumentaban en el exterior del tribunal de justicia.
Desde un inicio el juez Hoffman mostró una fuerte animosidad contra los acusados, en particular contra el activista afroamericano Bobby Seale del Partido Pantera Negra, quien carecía de abogado y al que no le permitió defenderse. Seale respondió con ataques verbales contra el juez, llamándolo "cerdo fascista", "pig" (cerdo, policía, peyorativo) y "racista", entre otras cosas. El juez ordenó que se atase y amordazase a Seale durante el juicio. (A este hecho se hace alusión en la canción "Chicago", de Graham Nash, que comenzaba con: "Aun tu hermano está atado y amordazado, y lo han encadenado a una silla"). Debido a la falta de neutralidad flagrante, por parte del juez, la fiscalía exigió la nulidad del juicio contra Seale. Obligado por el pedido del fiscal, el juez Hoffman anuló el caso contra Seale, pero abrió un nuevo caso por desacato al tribunal, condenándolo a 4 años de prisión, que a su vez fue revocada por la Corte de Apelaciones.
Los Ocho de Chicago entonces se convirtieron en los Siete de Chicago, donde los acusados, particularmente los yippies Hoffman y Rubin, aprovechando la ocasión para difundir las ideas antiautoritarias y en algunos casos con alguna influencia anarquista del Youth International Party, se mofaron del decoro del tribunal debido a que el juicio, ampliamente promocionado se convirtió en sí mismo en un punto de atención para una creciente legión de manifestantes. Cierto día, los acusados Hoffman y Rubin se presentaron en el juzgado ataviados con togas de juez. El juicio se extendió meses, siendo llamados a testificar muchos personajes públicos de la izquierda estadounidense y de la contracultura (incluyendo el cantante de folk Arlo Guthrie, el escritor Norman Mailer, el defensor del LSD Timothy Leary y el Reverendo Jesse Jackson). Durante la sentencia, Hoffman sugirió al jurado que probasen el LSD, y se ofreció para ponerles en contacto con un traficante que conocía en Florida.
Finalmente, el 18 de febrero de 1970, los siete acusados fueron encontrados por el jurado, no culpables de los cargos de conspiración, dos de ellos (Froines and Weiner) fueron completamente absueltos, y cinco fueron declarados culpables de sobrepasar las reglas estatales con la intención de incitar a la violencia. Esos cinco fueron sentenciados por el juez a la pena máxima prevista para ese delito: cinco años de prisión cada uno y multados con 5000 dólares el 20 de febrero de 1970. El juicio fue declarado nulo por la Corte de Apelación de la Corte de Apelaciones para el Séptimo Circuito el 21 de noviembre de 1972. Las razones para la revocación incluían parcialidad por el juez y su rechazo a permitir que los abogados de la defensa preguntasen a los posibles miembros del jurado acerca de su parcialidad cultural. El Departamento de Justicia decidió no reabrir el caso. Durante el juicio, todos los acusados y ambos abogados defensores habían sido juzgados por desacato al tribunal y condenados a ir a la cárcel, pero todas estas penas fueron revocadas. Los cargos sobre desacato al tribunal fueron reabiertos ante otro juez diferente, que encontró a Dellinger, Rubin, Hoffman y Kunstler culpables de algunos de los cargos, pero decidió no sentenciar a los acusados a ser encarcelados ni tener que pagar ninguna multa.